# Royal United Hospital
El Royal United Hospital es un complejo hospitalario perteneciente al sistema público sanitario del Reino Unido (National Health Service). Está situado en el barrio de Weston de la ciudad de Bath, Inglaterra, a unos dos kilómetros del centro de la ciudad.
El Royal United Hospital toma su nombre de la unión del Bath Casualty Hospital, fundado en 1788 y el Bath City Dispensary & Infirmary fundado en 1792. El primero fue fundado para dar respuesta a las serias lesiones que sufrían los obreros de los grandes edificios que se construían por aquel entonces en la ciudad. El Dispensary & Infirmary, a su vez, se creó como hospital de caridad. 
La institución resultante de la unión abrió sus puertas en 1826, en Beau Street, en un edificio diseñado por John Pinch. El hospital fue acreditado con el título de "Royal" por la Reina Victoria en 1864. Dicho edificio está ocupado en la actualidad por el Bath Technical College. 
El hospital se mudó a su actual ubicación, Combe Park, el 11 de diciembre de 1932. En 1959 absorbió el Ear, Nose & Throat Hospital y en 1973 al Bath Eye Infirmary. Se convirtió en hospital público de la red del NHS en 1992.
El hospital tiene 687 camas y una extensión de 652 acres. 